# Porta San Giovanni

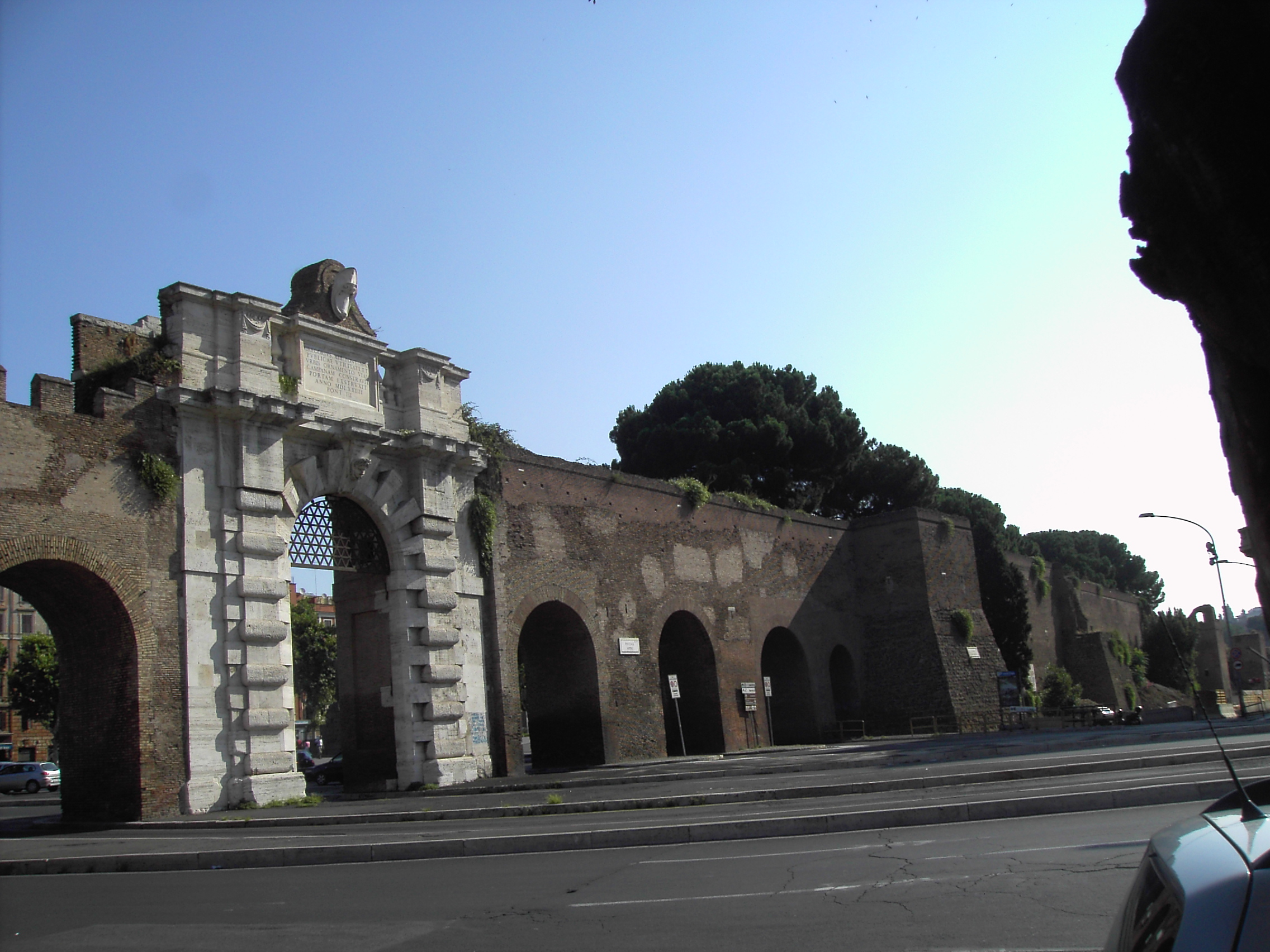
Porta San Giovanni

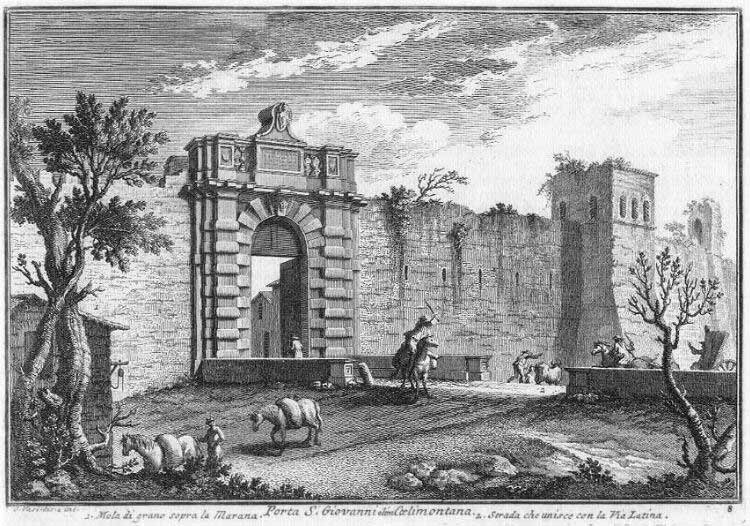
Porta San Giovanni, op een tekening van Vasi rond 1750

De Porta San Giovanni is een stadspoort in de antieke Aureliaanse Muur in Rome.

## De Poort
De Porta San Giovanni is in 1574 in opdracht van Paus Gregorius XIII gebouwd door Giacomo del Duca, een leerling van Michelangelo. Vlak naast de poort staat de antieke Porta Asinaria, de oorspronkelijke poort van de Aureliaanse Muur. Deze poort was niet meer bruikbaar doordat hier eeuwenlang een verzamelplaats was voor afval en andere rommel, waardoor het grondniveau na 1300 jaar te veel was gestegen.
Bij deze poort begon vroeger de Via Campina, het deel bij de Porta San Giovanni wordt tegenwoordig Via Appia Nuovo genoemd. De Porta San Giovanni dankt zijn naam aan de nabijgelegen basiliek Sint-Jan van Lateranen (San Giovanni in Laterano).
In de eerste helft van de 20e eeuw is de verkeersdrukte in deze wijk enorm toegenomen. Om de vele auto's in en uit de stad te kunnen laten zijn er een aantal grote doorgangen in de Aureliaanse Muur bijgemaakt.